# Belagerung von Carrigafoyle Castle

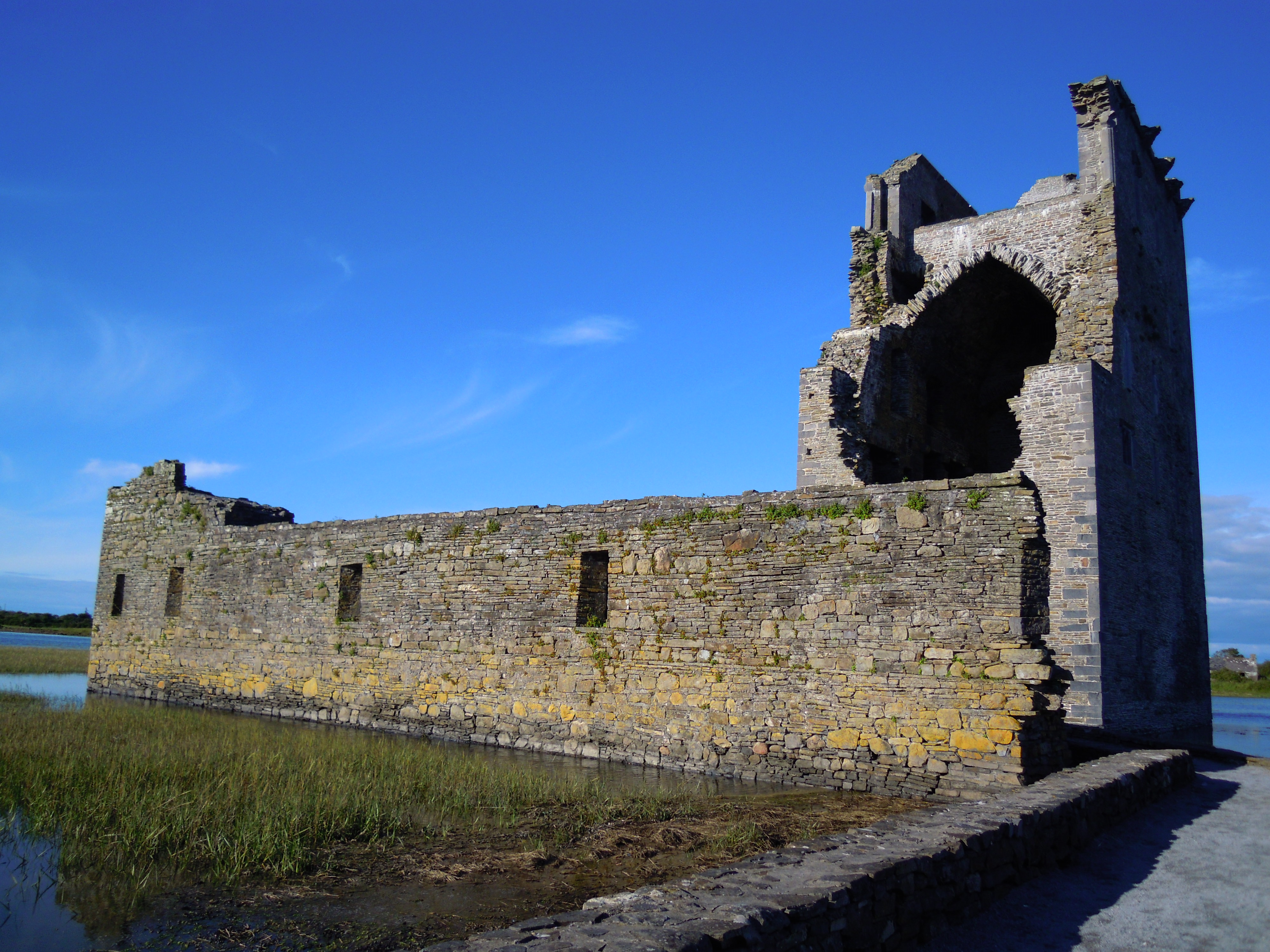
Burgruine von der geschützten Zugangsseite

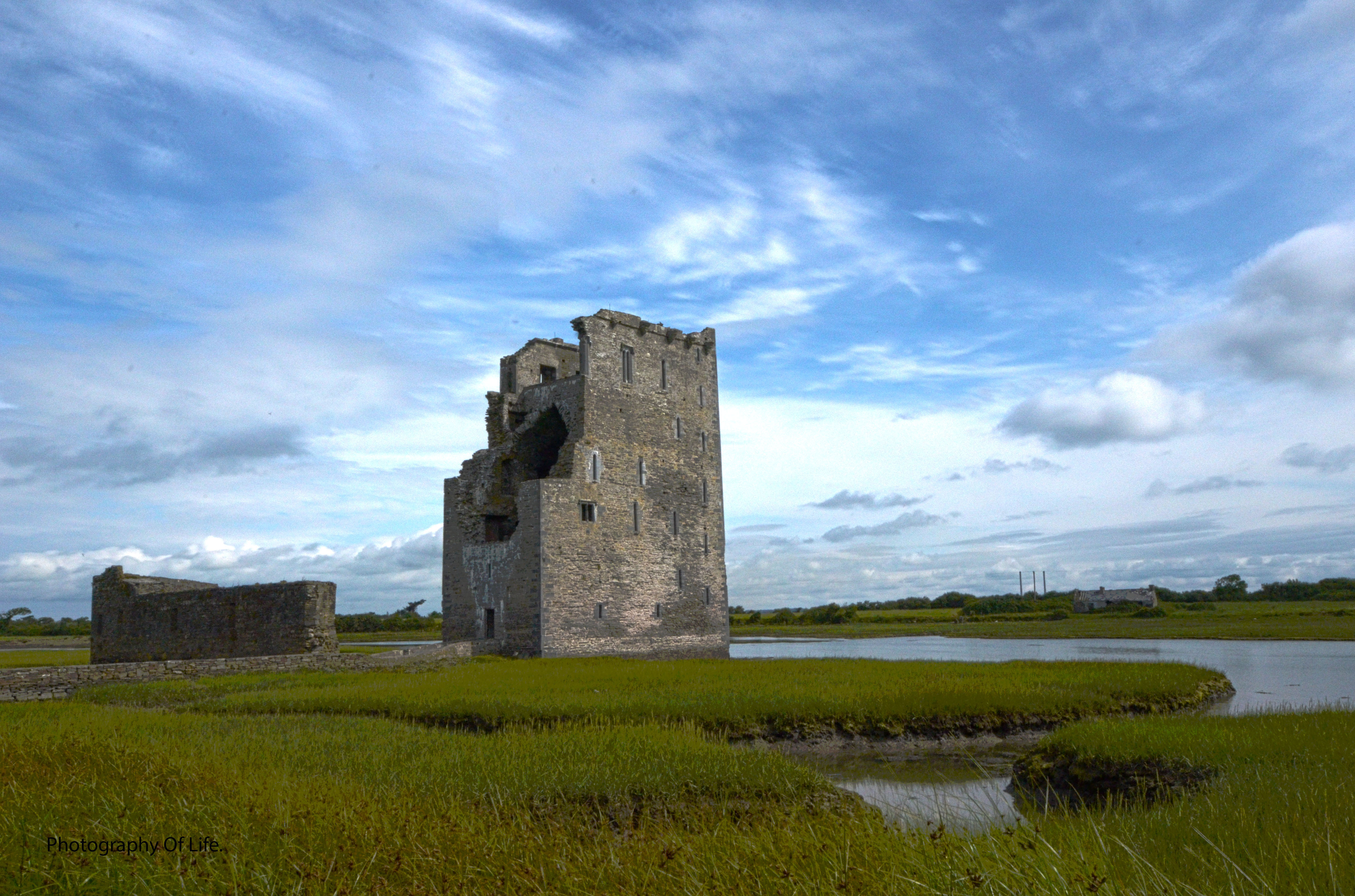
Die an den Ufern der Shannon Bucht liegende Burg am schmalen Wasseram, der die gleichnamige Insel abtrennt

Die Belagerung von Carrigafoyle Castle fand an Ostern im Jahre 1580 statt. Die Burg liegt am Ufer des Flusses Shannon (in der heutigen Grafschaft Kerry) in Irland. Die Belagerung war Teil des Kampfes der englischen Krone gegen Gerald Fitzgerald, 14. Earl of Desmond, während der zweiten Desmond-Rebellion. Die Burg war besetzt von den Truppen im Dienste Desmonds sowie einigen katholischen Truppen aus Kontinentaleuropa.

## Burganlage
Carrigafoyle Castle (irisch Caisleán Charraig an Phoill) – ursprünglich erbaut von Conor Liath O’Connor-Kerry in den 1490er Jahren – galt als eine der stärkten irischen Befestigungen dieser Zeit und war im Aufbau typisch für Burgen in Munster. Sie bestand aus zwei Haupthäusern (Türmen). Die Anlage stand etwas erhöht auf einem Felsen in einer kleinen Bucht des Shannon. Der Name leitet sich vom irischen Carraig an Phoill ab. Die strategische Signifikanz der Burg lag in der Kontrolle der Schifffahrtswege, die die 32 km entfernte Handelsstadt Limerick mit Waren versorgte; daher galt die Burg als Wächter des Shannon. Durch eine englische Eroberung wäre der Nachschubweg abgeschnitten und englische Truppen könnten direkt nach Limerick gelangen.
Die Bucht vor der Befestigung wurde auf der nördlichen Seite durch eine bewaldete Insel gesichert. Doppelte Mauern waren westlich der Anlage errichtet; der innere Wall umschloss den Burghof und war von einem Burggraben umgeben. Der Bergfried war gute 25 Meter hoch. Während der Flut konnte man vom Shannon direkt an einem befestigten Landungssteg innerhalb des Grabens anlegen.

## Belagerung
Während der Desmond-Rebellion war die Burg mit 50 irischen und 16 spanischen Soldaten besetzt, die im Jahre 1580 in Smerwick ankamen und Teil der päpstlichen Invasionstruppe waren. Unter ihnen waren auch Frauen und Kinder. Einige Monate zuvor begann der italienische Ingenieur Captain Julian die Verteidigungsanlagen nach den Vorgaben von Eleanor, der Gräfig von Desmond, zu überarbeiten. Zum Zeitpunkt der Belagerung war die Gräfin bereits zu ihrem Mann nach Castleisland gereist – Julian hatte seine Arbeit allerdings noch nicht beendet.
Der englische Kommandant Sir William Pelham zog zusammen mit George Carew und einer 600 Mann starken Armee von Sir William Winter durch Munster. Winter befehligte auch eine seegestützte Armee, die bei der Bekämpfung der Rebellion half. Bei der Ankunft am Carrigafoyle Castle rastete die englische Truppe südwestlich der Burg und errichtete ihre Artillerie entlang einer niedrigen Mauer etwa 100 Meter nördlich des äußeren Befestigungswalls. Am nördlichsten Punkt dieser Mauer wurde eine Kompanie aus Fußsoldaten mit Lanzen in Stellung gebracht.
Die englischen Truppen bombardierten die Burg über zwei Tage (6 Stunden am Tag) mit drei sogenannten demi-cannons (Halb-Kanonen der Flotten aus dem 17. Jahrhundert, die anstelle eines 42-Pfund-Geschosses nur ein 32-Pfund-Geschoss abfeuerten) und einer Kalverine (einer großen Kanone mit kleinen Projektilen). Beide Kanonenarten entstammen Winters Schiffen und wurden von See-Kanonieren abgefeuert. Zusätzlich lagen in der Flussmündung außerhalb der Bucht noch drei Dreimaster vor Anker, die ebenfalls ihre Kanonen einsetzten.
Am ersten Tag der Belagerung (Palmsonntag) ordnete Pelham an, dass eine Truppe die Mauer an der Seeseite überqueren sollte – doch die Männer wurden von Geschützfeuer niedergestreckt und von Felsen erschlagen, die vom Wehrgang auf sie geworfen wurden. Die teilweise aufgestellten Angriffsleitern wurden von den spanischen Hellebardieren einfach umgestoßen. Während der Bombardierung wurde Pelham von einem Querschläger getroffen und verwundet sowie von den Belagerten verspottet, doch der Angriff ging unvermittelt weiter.
Am zweiten Tag erhielt Pelham Truppennachschub von Winters Schiffen. Der finale Angriff, angeführt von Captain Humfrey Machworth und John Zouche, konzentrierte sich auf den Teil der Burg, der am weitesten von den Kanonen entfernt lag und in dem sich die Verteidiger aufhielten. Nach zwei oder drei Volltreffern brach der Turm schließlich zusammen und begrub diverse Verteidiger. Einige der Überlebenden flohen durch das flache Wasser, wurden dabei aber entweder erschossen oder mit dem Schwert getötet. Die restlichen Belagerten wurden zum englischen Camp gebracht und an Bäumen aufgehängt. Captain Julian war nach drei Tagen der letzte, der hingerichtet wurde.

## Die Folgen
Die strategische Signifikanz dieser Belagerung wird an der Tatsache deutlich, dass nachdem sich die Nachricht über den Fall der Burg verbreitet hatte, die anderen Befestigungen der Desmonds sehr schnell erobert werden konnten. Die Rebellen zogen sich stattdessen zurück und gingen in den Guerilla-Kampf über.
Die Burg von Carrigafoyle war durch die Belagerung so stark beschädigt, dass sie nie repariert wurde. Die Ruinen – inklusive der äußeren Verteidigungsanlage – und die Schäden, die durch die Bombardierung angerichtet wurden, sind noch heute sichtbar.